# ABC-staterne
ABC-staterne er Argentina, Brasilien og Chile. Betegnelsen stammer fra første halvdel af 1900-tallet, hvor de tre lande i fællesskab forsøgte at mægle i flere stridigheder i Latinamerika.